# トーネード ADV
トーネード ADV
RAF トーネード F.3
- 用途：要撃機
- 分類：戦闘機
- 製造者：Panavia Aircraft GmbH
- 運用者
  -  イギリス（イギリス空軍）
  -  サウジアラビア（サウジアラビア空軍）
  -  イタリア（イタリア空軍）
- 初飛行：1979年10月27日
- 生産数：218機
- 運用開始：1985年5月1日
- 退役
  - 2011年3月22日（イギリス空軍）
  - 2006年（サウジアラビア空軍）
  - 2003年（イタリア空軍）
- 運用状況：退役
- 原型機：トーネード IDS

トーネード ADV（英語: Tornado ADV）は、トーネード IDSをベースにイギリスが開発した防空戦闘機である。
ADVとは防空型（Air Defence Variant）の頭文字を意味し、防空戦闘機であることを指している。イギリス空軍（RAF）では命名規則 により名称のトーネードの後に戦闘機（Fighter）のFを付けて命名していたため、トーネード ADVの呼称は使用していない。

## 開発の経緯
1970年代、イギリス空軍は長距離要撃機として老朽化したライトニングを代替する戦闘機を求めた。航続距離が長く、低空と高空の双方で運動性と速度を確保できる可変翼を装備したトーネード IDSを元に、その改良型を防空戦闘機として用いることとなり、BAe社が1976年より開発を開始した。英空軍はトーネード IDSのGR.1に1を振ったため、英空軍に納入された最初のトーネード ADVはトーネード F.2と命名され、1979年10月27日に初飛行を行った。部隊配備開始は1984年11月。
イギリス本土から離れた北海や大西洋北東部でソ連の爆撃機を迎撃する事が考えられていたため、必要な航続距離を確保するために左舷の機関砲を外して空中給油用の引込式プローブを装備している（ちなみにIDSもプローブを装備しているが右側である）。そのため、機関砲は右舷の1門のみになっている。Mk.104エンジンはアフターバーナーノズルを延長し、高高度での行動を想定して最適化された。また、AIM-7E スパローをベースとしたイギリス製中距離空対空ミサイルスカイフラッシュを胴体下へ半埋め込み式に4発搭載することが要求されたため、胴体部も78cm延長された。これに伴い、燃料容量も750L増加している。機首のレドーム形状も変更されたために、全長はIDSより2m伸びている。トーネード IDSの胴体はイギリスで生産を受けもっていたため、胴体の延長は比較的容易なことであった。
レーダーは対地攻撃用レーダーから、対空戦闘を主眼においたマルコーニ製のAI.24 フォックスハンター対空要撃レーダーに置き換えられ、機首レドームもよりIDSより鋭くなっている。しかし、このレーダーは不具合が解決されないままトーネード F.2に搭載され、18機が生産された。そのため、レーダーの不具合を解決したトーネード F.3が1986年に配備されると主に訓練で使用されたF.2は1988年に運用を終えた。ごく少数のトーネード F.2はF.3と同様の装備へアップグレードされた。アップグレードされたF.2はF.2Aとも呼ばれ、F.3損耗の穴埋めとして運用されている。

### F.3

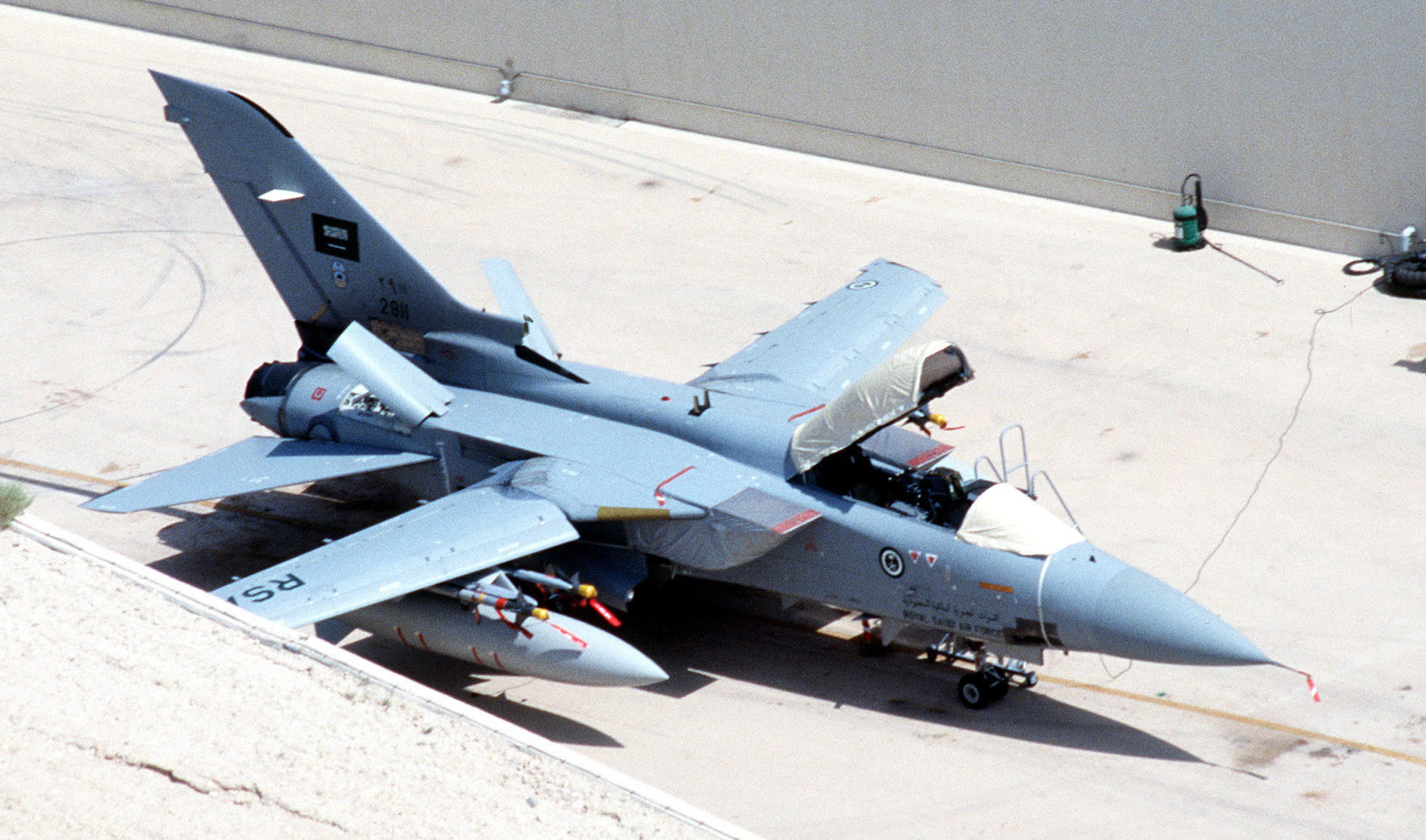
RSAF トーネード F.3

トーネード F.3は、ライトニングとファントム FGR.2（F-4M）と交代するため、152機が発注された。ミサイルはスカイフラッシュとAIM-9 サイドワインダーを搭載する。初飛行は1985年11月20日。
1989年、サウジアラビア空軍（RSAF）に最初のトーネード F.3が引き渡され、1994年にはイタリア空軍が老朽化したF-104 スターファイターを補完するため、ユーロファイターが配備されるまでの10年間、イギリス空軍からトーネード F.3を借りることを発表した。伊空軍のパイロットは英空軍の基地で慣熟訓練を行い、1995年に伊空軍は最初の機体を受領した。
1996年にイギリス国防省がより効果的に能力を保持させるCSP（Capability Sustainment Programme）の計画を発表した。ミサイルはAMRAAMとASRAAMで統一し、胴体下インターフェースの修正も併せて行われ、武器管制システムも一新された。伊空軍もCSPを受けたバッチを受領し、1997年までに全機が引き渡された。しかし、このプログラムだけではAMRAAMの能力を十分に発揮できないため、引き続きスカイフラッシュを装備したままの配備が続いた。そのため、2002年のアップグレードでAMRAAMの問題解決が図られた。
近年、防空戦闘機の活躍の場が限られてきたこととトーネード IDSの負担を軽減させるため、敵防空網制圧（SEAD）の任務にトーネード F.3が装備していたレーダー探知・捜索システムを応用できることから、2003年にF.3へALARM対レーダーミサイルを搭載する改装が行われた。このF.3はトーネード EF.3とも呼ばれ、EF.3を装備した1個飛行隊が2005年まで運用された。
2011年3月22日に英空軍における最後のトーネード F.3運用部隊であった第111飛行隊が解散し、同軍では全機が退役した。
また、イギリスの防衛技術研究企業であるキネティック社では、ミーティア空対空ミサイル開発用の試験機として2007年から4機をレンタルしており、英空軍からトーネード F.3が退役した後も運用を続けていた。しかし、機体が耐用命数に達したため2012年7月5日に最終飛行を行い、その後解体処分されている。

## 戦歴
1991年の湾岸戦争で実戦に初参加した。トーネード F.3はレジネート・サウス作戦（Operation Resinate South）とテリック作戦（Operation Telic）の元で、湾岸戦争が終結した後も飛行禁止空域の哨戒を任ぜられた。
1999年にはNATOのアライド・フォース作戦の元でイギリスとイタリアのトーネードがユーゴスラビア空爆支援に参加した。
イラク戦争でも戦闘空中哨戒（CAP）の任に就いたが、イラク空軍が積極的攻勢に出ることなく戦闘機は地上撃破されたため、イギリス空軍のトーネードが戦果を挙げることはなかった。

## 採用国
- イギリス：イギリス空軍 - 173機
- イタリア：イタリア空軍 - F.3をリースにより24機運用（1993年-2003年まで）
- サウジアラビア：サウジアラビア空軍 - 24機

## 性能諸元
出典: Jane's All The World's Aircraft 1993–94,
諸元
- 乗員: 2名
- 全長: 18.68m （61ft 3½in）
- 全高: 5.95m （19ft 6½in）

- 翼型: 可変後退翼

全幅：8.60m（後退角67度時）・13.91m（後退角25度時）
- 空虚重量: 14,500kg （31,970lb）
- 最大離陸重量: 27,986kg （61,700lb）

性能
- 最大速度: 2,693km/h（1,453kt）（M2.2）
- 戦闘行動半径: 亜音速時：1,000nmi（1,853km）以上
超音速時：300nmi（556km）以上
- フェリー飛行時航続距離: 4,265km （2,300nmi（増槽×4搭載時））
- 実用上昇限度: 15,240m （50,000ft[5]）

武装
- ハードポイント×10個（最大搭載量：9,000kg（19,800lb）
うち4個は胴体下埋込式（AAM用）、2個は胴体下吊下式、4個は両翼下吊下式
- 固定武装: マウザー BK-27 27mm機関砲×1（弾薬180発）
- ミサイル: 短距離空対空ミサイル×4発（サイドワインダーないしASRAAM）中距離空対空ミサイル×4発（スカイフラッシュないしAMRAAM）
- アビオニクス: GEC-マルコーニ/フェランティ製AI.24 フォックスハンター 火器管制レーダー